# Standing NATO Maritime Group 1
Standing NATO Response Force Maritime Group 1 o SNMG1 è uno dei comandi permanenti per la parte marittima della NATO Response Force, dipendente dall'Allied Maritime Command e composta principalmente da unità navali di stati con accesso all'Oceano Atlantico. La forza è composta normalmente da 5 a 10 unità. Il gruppo venne formato nel 1968, come Standing Naval Force Atlantic o STANAVFORLANT, ed ha assunto l'attuale denominazione a partire dal 1º gennaio 2005.
Lo Standing NATO Response Force Maritime Group 1 è composto da sei a dieci unità navali tra cacciatorpediniere e fregate. Canada, Germania, Paesi Bassi, Regno Unito e Stati Uniti forniscono tutti permanentemente una unità navale. Oltre a questi paesi, Belgio, Danimarca, Norvegia, Portogallo e Spagna forniscono al comando, anche se non regolarmente, unità navali.
A causa dei tagli al bilancio della difesa la Koninklijke Marine, la Marina Reale dei Paesi Bassi, non sempre è in grado di fornire una unità navale. Occasionalmente, una nave di rifornimento olandese fa parte del comando navale ed è persino accaduto che il contributo olandese fosse limitato a un ufficiale di collegamento.

## Storia
Le basi per lo Standing NATO Response Force Maritime Group 1  risalgono alla fine di novembre del 1966, quando il retroammiraglio americano Richard G. Colbert preparò un documento che proponeva la creazione di una  forza navale antisommergibile di emergenza navale atlantica del Comando alleato per contrastare la minaccia dei sottomarini sovietici nell'Atlantico nordorientale, basata sull'esercitazione MATCHMAKER, un'esercitazione annuale di sei mesi che coinvolge navi delle marine NATO. Canada, Paesi Bassi, Regno Unito e Stati Uniti hanno reso concreta questa proposta mettendo disponibile una nave ciascuna per l'esercitazione MATCHMAKER I, cui fecero seguito MATCHMAKER II e MATCHMAKER III. Il successo delle esercitazioni MATCHMAKER ha portato la NATO a istituire STANAVFORLANT (STAding NAVal FORces atLANTic) nel dicembre 1967. La cerimonia ufficiale della sua costituzione di STANAVFORLANT avvenne il 13 gennaio 1968 a Portland.
Nel corso degli anni novanta, STANAVFORLANT è stata fortemente coinvolta nel Mare Adriatico nell'operazione Maritime Monitor (luglio-novembre 1992), nell'Operazione Maritime Guard (novembre 1992-giugno 1993) e Operazione Sharp Guard (giugno 1993-ottobre 1996), per garantire il controllo dell'embargo marittimo delle armi alla Jugoslavia in conformità alle risoluzioni 713, 715, 787, 820 e 943 delle Nazioni Unite. Tra il novembre 1992 e il giugno 1996 furono intercettate circa 74.000 navi, quasi 6.000 furono ispezionate in mare e più di 1.400 furono dirottate e ispezionate in porto.
La forza è stata ribattezzata Standing NATO Maritime Group 1 nel gennaio 2005.

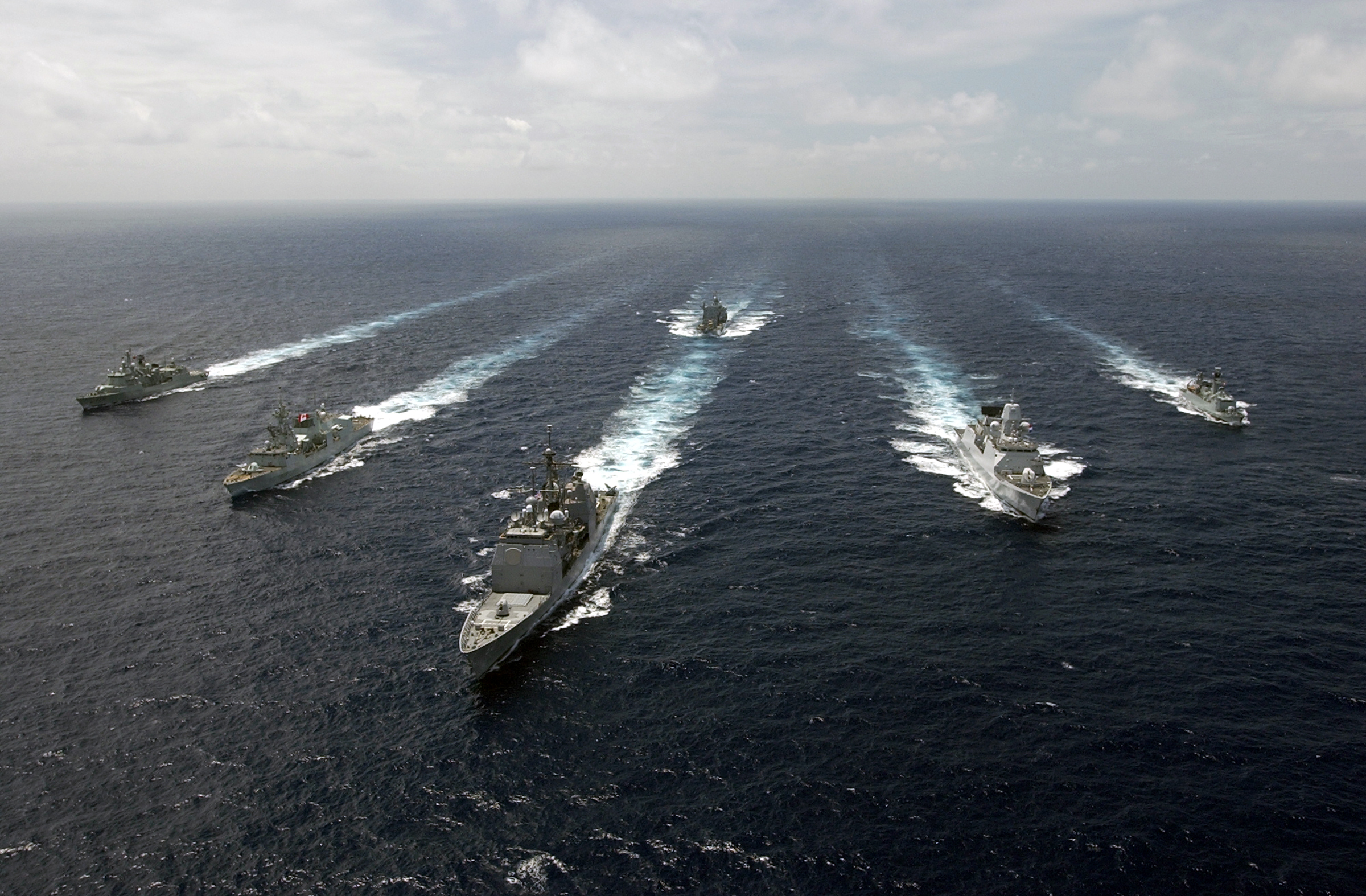
SNMG1 in formazione

Nel settembre 2007, lo Standing NATO Maritime Group 1 era nel Mar Rosso diretto a Suez per completare una circumnavigazione dell'Africa quando è esploso il vulcano Jabal al-Tair e le navi dello SNMG1 hanno assistito la guardia costiera yemenita nel recupero del personale militare di stanza sull'isola.
Da marzo a giugno 2009 SNMG1 è stato dispiegato dalla NATO al largo delle coste somale per condurre l'operazione Allied Protector, per difendere e proteggere le navi del Programma alimentare mondiale (WFP) dalla minaccia di pirateria e rapina a mano armata, consentendo così al WFP di compiere la sua missione di fornire aiuti umanitari.
Dall'agosto 2009, SNMG1 fornisce navi per la missione antipirateria della NATO Ocean Shield nel Golfo di Aden.
Tra il 23 e il 25 marzo 2012 il gruppo ha condotto un'esercitazione con il gruppo da battaglia, dalla USS Enterprise, mentre era impiegato nella missione Active Endeavour nel Mar Mediterraneo.  Il comandante del gruppo, il commodoro Ben Bekkering, della Marina Reale Olandese, visitò l'Enterprise. In quel momento il gruppo era costituito dalla fregata De Ruyter della Marina Reale Olandese, dalla fregata della marina spagnola Álvaro de Bazán, dalla fregata della marina tedesca Rheinland-Pfalz e dalla fregata della Marina reale canadese HMCS Charlottetown.
Nel novembre 2018 la fregata norvegese HNoMS Helge Ingstad, che in quel momento stava operando con lo SNMG1, è stata coinvolta in una collisione con una petroliera battente bandiera maltese e ha dovuto arenarsi deliberatamente per impedirne l'affondamento. Il resto dello SNMG1 era a disposizione per fornire assistenza.

## Organizzazione
SNMG1 è una componente della NATO Response Force (NRF), la forza di risposta rapida della NATO alle dipendenze del Comando marittimo alleato di Northwood. Il suo scenario operativo è di solito l'Atlantico orientale, anche se negli ultimi anni, con la partecipazione all'Operazione Active Endeavour, la forza ha operato anche nel Mediterraneo e con la partecipazione all'operazione Allied Protector e all'operazione Ocean Shield, la forza ha operato anche al largo delle coste della Somalia e nel Golfo di Aden.
Il suo attuale comandante è il Commodoro Thomas Stig Rasmussen della Marina militare danese.
Ad ottobre 2024, il gruppo navale era composto da:
1. Nave di rifornimento HNoMS Maud, nave ammiraglia, della Marina militare norvegese;
2. Fregata missilistica "HNLMS De Ruyter (F804)", della classe De Zeven Provinciën, della Marina militare olandese;
3. Fregata multiruolo "NRP Dom Francisco de Almeida (F334)", della classe Karel Doorman, della Marina militare portoghese;
4. Fregata "La Fayette", della Classe La Fayette, della Marina militare francese

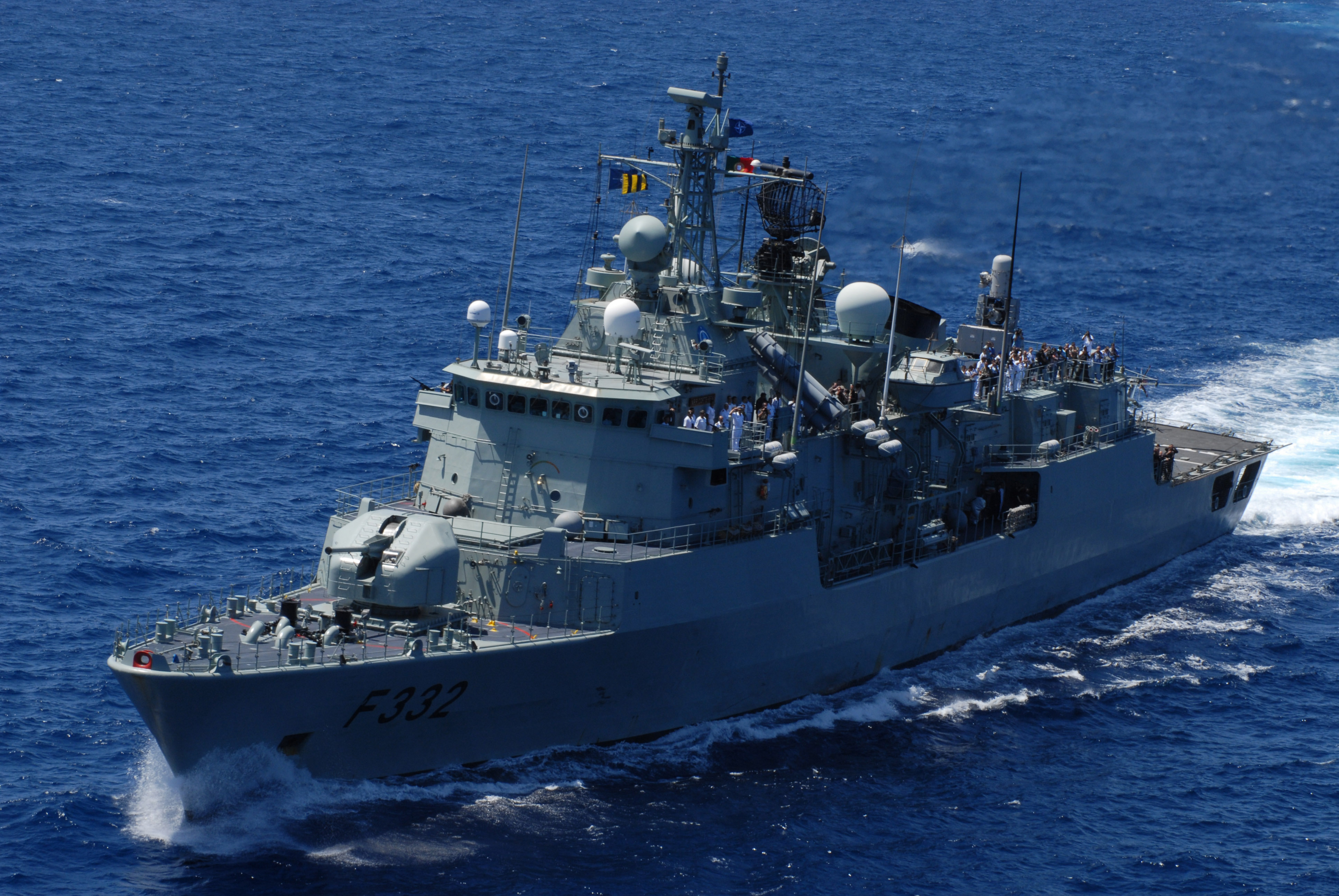
La fregata portoghese "Corte Real", in passato nave ammiraglia del SNMG1
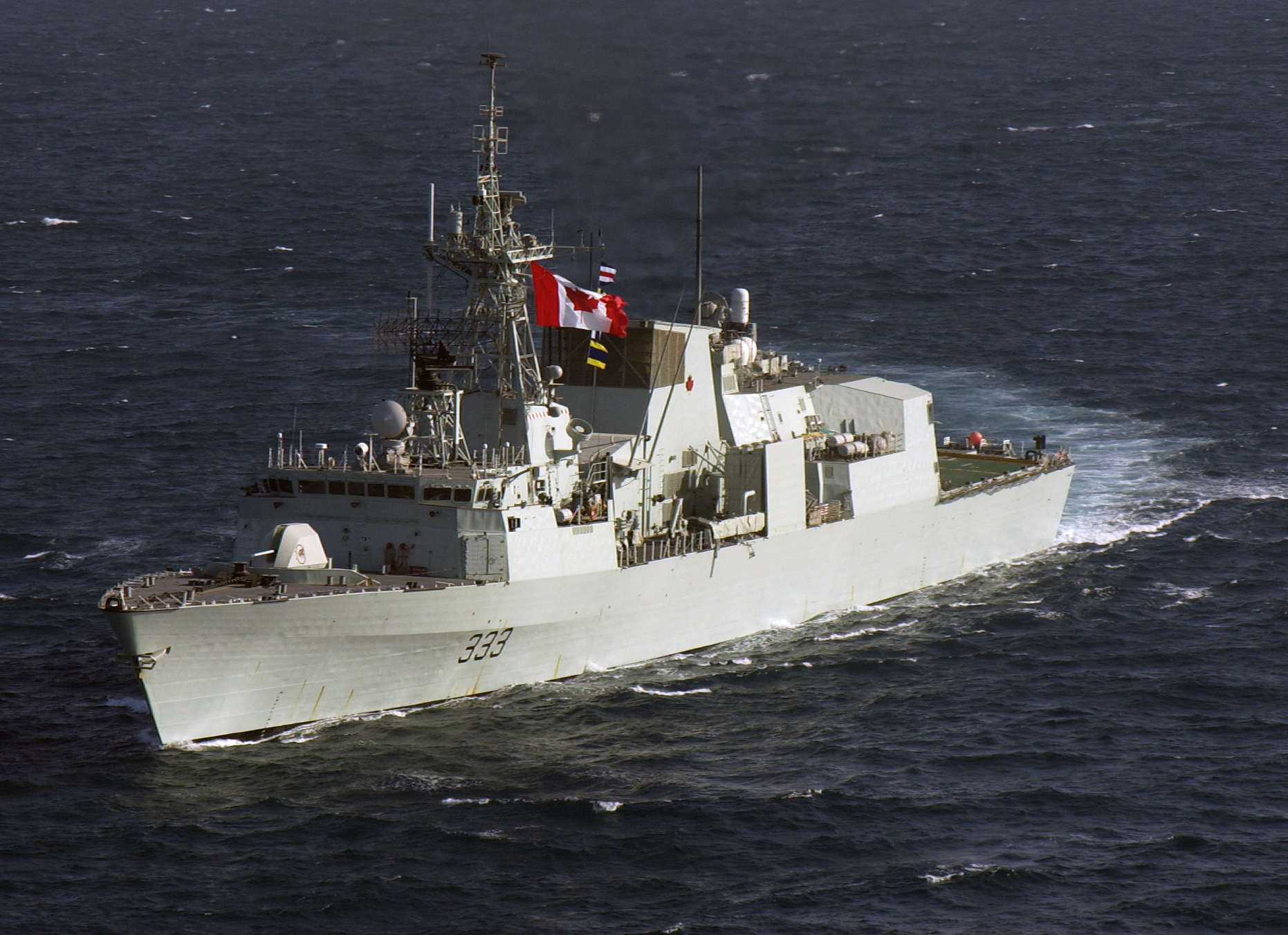
La fregata canadese "HMCS Toronto", in passato appartenente al SNMG1